# Euprosthenopsis vuattouxi
Euprosthenopsis vuattouxi là một loài nhện trong họ Pisauridae.
Loài này thuộc chi Euprosthenopsis. Euprosthenopsis vuattouxi được miêu tả năm 1977 bởi Blandin.